# Notoreas hexaleuca
Notoreas hexaleuca är en fjärilsart som beskrevs av Edward Meyrick 1914. Notoreas hexaleuca ingår i släktet Notoreas och familjen mätare. Inga underarter finns listade i Catalogue of Life.